# Wally Cox
Wallace Maynard Cox (6 de dezembro de 1924 – 15 de fevereiro de 1973) foi um ator americano. Ele começou sua carreira como comediante stand-up e depois se tornou o personagem-título da popular série de televisão norte-americana Mister Peepers, de 1952 a 1955. Ele também apareceu como ator em mais de 20 filmes e dezenas de episódios de televisão. Cox era a voz do super-herói canino animado Vira-Lata do programa de TV de mesmo nome.

## Início da vida, educação e início de carreira
Cox nasceu em 6 de dezembro de 1924, em Detroit, Michigan. Quando ele tinha 10 anos, mudou-se com sua mãe divorciada, a autora de mistério Eleanor Blake, e uma irmã mais nova para Evanston, Illinois, onde se tornou amigo íntimo de outra criança da vizinhança, Marlon Brando. Sua família se mudou várias vezes, incluindo uma mudança para a Cidade de Nova Iorque, e Cox se formou na Denby High School depois que eles retornaram para Detroit.
Durante a Segunda Guerra Mundial, Cox e sua família retornaram para a cidade de Nova Iorque, onde frequentou o City College of New York. Em seguida, ele passou quatro meses no Exército dos Estados Unidos e, ao ser dispensado, frequentou a Universidade de Nova Iorque. Ele sustentou sua mãe e irmã inválidas fazendo e vendendo joias em uma pequena loja e se divertindo em festas fazendo monólogos cômicos. Isso levou a apresentações regulares em casas noturnas, como o Village Vanguard, começando em dezembro de 1948.
Tornou-se colega de quarto de Brando, que o incentivou a estudar atuação com Stella Adler.

## Carreira

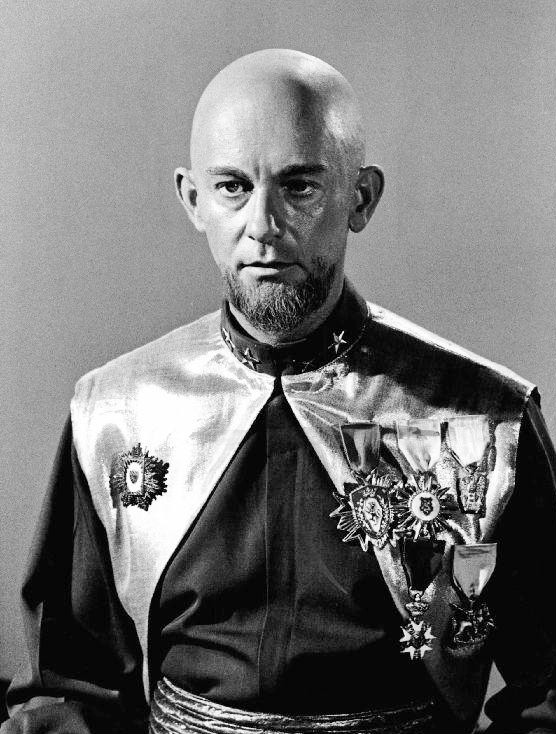
Cox em um episódio de Lost in Space (1967)

Em 1949, Cox apareceu no programa de rádio da rede CBS Arthur Godfrey's Talent Scouts, para grande diversão do apresentador Godfrey. A primeira metade de seu ato foi um monólogo em uma caracterização de garoto punk, gíria e quase murmurada, contando aos ouvintes sobre seu amigo Dufo: "Que cara maluco". O idiota crédulo Dufo aceitava qualquer desafio e caía nas pegadinhas de sua gangue repetidas vezes, e Cox contava as terríveis consequências: "Dezesseis pontos. Que cara maluco." Assim que o público do estúdio atingiu o auge das risadas, Cox de repente mudou de assunto, mudou de personagem e cantou uma versão aguda de "The Drunkard Song" ("There is a Tavern in the Town") pontuada por iodeleis excêntricos. "Wallace Cox" ganhou uma grande mão naquela noite, mas perdeu por uma margem estreita para The Chordettes; ainda assim, ele fez sucesso o suficiente para gravar sua rotina de rádio para um single da RCA Victor. A rotina "Dufo" ("What a Crazy Guy") foi combinada com "Tavern in the Town".
Ele apareceu em críticas musicais da Broadway, boates e programas de comédia de televisão entre 1949 e 1951, incluindo a série de curta duração (janeiro-abril de 1949) da DuMont, The School House, e Faye Emerson's Wonderful Town, da CBS Television. Ele apareceu no Goodyear Television Playhouse em 1951, estrelando o episódio de comédia "The Copper" como o policial titular. O produtor da série Fred Coe abordou Cox sobre um papel principal em uma proposta de sitcom de televisão ao vivo, Mister Peepers, que ele aceitou. O programa foi exibido na NBC Television por três anos. Durante esse tempo, ele estrelou no The Martha Raye Show da NBC.
A revista Billboard narrou o aumento espetacular de Cox nas taxas de reserva: no final da década de 1940, US$ 75/semana no Village Vanguard de Nova Iorque, depois US$ 125 no Blue Angel; US$ 250/semana na revista "Dance Me a Song" da Broadway em 1950, depois no Persian Room por US$ 500/semana. O pacto de oito anos que ele assinou com a NBC no final de 1952 rendeu-lhe US$ 100.000 em 1953.
Em 1953, os esquetes cômicos de Cox foram apresentados no The Ford 50th Anniversary Show, um programa que foi transmitido ao vivo pela NBC e pela CBS. Os quatro esboços de Cox consistiam em um homem tentando melhorar seu físico, um especialista em métodos de relaxamento, técnicas que lhe permitiram passar de flor de parede para popularidade e aprender a dançar. O programa atraiu um público de 60 milhões de telespectadores. Quarenta anos após a transmissão, o crítico de televisão Tom Shales relembrou-a como "um marco na televisão" e "um marco na vida cultural dos anos 50".
Em 1959, Cox foi apresentado como ator convidado em The Vincent Eaglewood Story na série de faroeste da NBC Wagon Train. Ele desempenhou um papel coadjuvante de destaque como Pregador Goodman em Spencer's Mountain (1963), um homem do sonar da Marinha em The Bedford Incident (1964) e um médico viciado em drogas ao lado de Marlon Brando no filme de suspense da Segunda Guerra Mundial Morituri (1965).
Outros papéis foram como o herói de The Adventures of Hiram Holliday, baseado em uma série de contos de Paul Gallico e coestrelado com Ainslie Pryor. Ele era um ocupante regular do quadrado superior esquerdo no game show de televisão Hollywood Squares, e dublou o personagem de desenho animado Vira-Lata. Ele também foi convidado no game show What's My Line? e nos episódios pilotos de Mission: Impossible e It Takes a Thief. Cox fez várias aparições em Here's Lucy, bem como em The Beverly Hillbillies, Lost in Space, I Spy e talk shows noturnos. Ele interpretou um batedor de carteira em um episódio de Car 54, Where Are You?. Ele também apareceu em The Twilight Zone, quinta temporada, episódio número 140, intitulado "From Agnes — With Love".
Ele desempenhou papéis de personagem em mais de 20 filmes e trabalhou frequentemente como ator convidado em dramas de televisão, comédias e séries de variedades na década de 1960 e início dos anos 1970. Estes incluem um papel coadjuvante no filme inacabado da 20th Century Fox, Something's Got to Give (1962), o último filme de Marilyn Monroe. Ele foi escalado para o papel de um garimpeiro azarado em busca de uma vida melhor para sua família em um episódio de Alias Smith and Jones, uma comédia de faroeste; e em Up Your Teddy Bear (aka Mother) (1970), ele estrelou com Julie Newmar. Sua personalidade na televisão e na tela era a de um homem tímido, mas gentil, que usava óculos grossos e falava com uma voz pedante e estridente.
Cox escreveu vários livros, incluindo Mister Peepers: A Sort of Novel, co-escrito com William Redfield, que foi criado adaptando vários roteiros da série de televisão; My Life as a Small Boy, uma representação idealizada de sua infância; uma paródia e atualização de Horatio Alger em Ralph Makes Good, que provavelmente foi originalmente um tratamento de tela para um filme não feito destinado a estrelar Cox; e um livro infantil, The Tenth Life of Osiris Oakes.

## Vida pessoal
Em um artigo da década de 1950 sobre a série Mister Peepers de Cox, a Popular Science relatou que Cox mantinha uma pequena oficina em seu camarim. (O colega de Cox no Hollywood Squares, Peter Marshall, lembrou em seu livro de memórias Backstage with the Original Hollywood Square que Cox instalou e manteve toda a fiação em sua própria casa.)
Embora ele mantivesse uma personalidade mansa na tela, os telespectadores tiveram um vislumbre da fisicalidade de Cox em um episódio de I've Got a Secret, exibido em 11 de maio de 1960, no qual ele e o apresentador Garry Moore correram no palco montando móveis enquanto o painel estava com os olhos vendados.
Na edição de 15 de maio de 1974 do The Tonight Show, o ator Robert Blake falou sobre o quanto sentia falta de seu bom amigo Cox, que era descrito como aventureiro e atlético. Cox se casou três vezes - com Marilyn Gennaro, Milagros Tirado e Patricia Tiernan - e deixou sua terceira esposa e dois filhos.
Cox e Marlon Brando permaneceram amigos íntimos durante toda a vida de Cox, e Brando apareceu sem avisar no velório de Cox. Brando também teria guardado as cinzas de Cox em seu quarto e conversado com eles todas as noites. A estreita amizade deles foi objeto de rumores. Brando disse a um jornalista: “Se Wally fosse mulher, eu teria me casado com ele e teríamos vivido felizes para sempre”. O escritor e editor Beauregard Houston-Montgomery disse que, enquanto estava sob a influência da maconha, Brando disse a ele que Cox tinha sido o amor de sua vida.
Democrata, apoiou a campanha de Adlai Stevenson durante as eleições presidenciais de 1952.

## Morte
Cox foi encontrado morto em 15 de fevereiro de 1973, em sua casa em Hollywood, Califórnia, aos 48 anos. De acordo com uma autópsia, Cox morreu de ataque cardíaco causado por uma oclusão coronária. Os relatórios iniciais indicavam que ele não desejava realizar nenhum funeral e que suas cinzas fossem espalhadas no mar. Um relatório posterior indicou que suas cinzas foram colocadas junto com as de Brando e de outro amigo próximo, Sam Gilman, e espalhadas no Vale da Morte e no Taiti.

## Filmografia parcial
- The Sniper (1952) como homem passando roupas em lavanderias (sem créditos)
- The Ford 50th Anniversary Show (1953)
- Trem de vagão The Vincent Englewood Story (professor) 1959
- State Fair (1962) como Hipplewaite
- Car 54, Where Are You? - "No More Pickpockets" (1962) como Benny
- Something's Got to Give (filme inacabado de Marilyn Monroe, 1962) como vendedor de sapatos
- Spencer's Mountain (1963) como Pregador Clyde Goodman
- The Twilight Zone – "From Agnes—With Love" (1964) como James Elwood
- Fate Is the Hunter (1964) como Ralph Bundy
- Underdog (1964 – 1967) - Vira-Lata (voz)
- The Yellow Rolls-Royce (1964) como Ferguson
- Invitation to Ohio (1964) co-estrela como Doc Hutton[14]
- Morituri (1965) como Dr. Ambach
- The Bedford Incident (1965) como Marinheiro Merlin Queffle
- The Beverly Hillbillies (1966) como Professor P. Caspar Biddle
- Lost in Space - "Forbidden World" (1966) como Tiabo
- The Monkees (1967) – Homem com "?" Caixa (sem créditos) na 1T:E29, "Monkees Get Out More Dirt"
- A Guide for the Married Man (1967) como Conselheiro Técnico (Casado há 14 anos)
- The One and Only, Genuine, Original Family Band (1968) como Sr. Wampler
- Quarantined (1970) como Wilbur Mott
- The Young Country (1970) como Aaron Grimes/Ira Greebe
- The Cockeyed Cowboys of Calico County (1970) como Sr. Bester
- The Boatniks (1970) como Jason
- Up Your Teddy Bear (1970) como Clyde King
- The Barefoot Executive (1971) como Mertons
- The Night Strangler (1973) como Sr. Berry